# Яровенко Петро Васильович
Яровенко Петро Васильович — український організатор кіновиробництва, редактор, сценарист.

## Життєпис
Народився 24 квітня 1941 р. в с. Танське Черкаської обл. в родині селянина. Закінчив факультет журналістики Київського державного університету ім. Т. Г. Шевченка (1967). Працював на телебаченні, на студії «Укркінохроніка».
З 1995 р. — в Міністерстві культури і мистецтв України, Національному центрі Олександра Довженка. Вів фільми: «Крик», «Любіть», «Розділю твій біль», «Ой, на горі калина» (1989), «Разом із солдатами», «Симон Петлюра» (1990). Автор сценаріїв сфічок: «Літо з осіню зустрічаються» (1984), «Кременчуцьке водосховище», «Калина» (1992) та ін.
Член Національної спілки кінематографістів України.
| українська персоналія | Це незавершена стаття про особу, що має стосунок до України. Ви можете допомогти проєкту, виправивши або дописавши її. |